# Evangelická církev v Německu
Evangelická církev v Německu (v originále Evangelische Kirche in Deutschland, ve zkratce EKD) je federativní spojení samostatných evangelických zemských církví luterského, reformovaného a unionovaného typu na území Spolkové republiky Německo (SRN). Jejími členy je 23 zemských církví sdružujících asi 26 milionů členů, byť se jejich počet postupně snižuje odchody věřících z církve. Jednotlivé členské církve spojuje vyznávání Ježíše Krista vycházející z Bible a uchopené reformačním vyznáním.
V čele EKD stojí synod složený ze 120 zástupců jednotlivých církví, který ze svého středu volí Radu EKD a jejího předsedu. Sídlo celého uskupení je v Hannoveru. Jednotlivé členské církve prostřednictvím EKD zaujímají k řadě otázkám společné stanovisko, které pak prostřednictvím Evangelické církve v Německu prezentují veřejnosti.

## Historie
Od poloviny 16. století na německém území platila zásada, že o náboženské příslušnosti poddaných rozhoduje vyznání její vrchnosti. V 19. století však začal převládat společenský názor, že je třeba rozdrobené Německo sjednotit, a to i v oblasti náboženství. U příležitosti čtyřstého výročí zveřejnění 95 tezí Martina Luthera (1817) se objevily první pokusy o spolupráci lutherských a reformovaných církví.
Až když po první světové válce vznikla Výmarská republika, ustanovil se roku 1922 Svaz německých evangelických církví, který jednotlivým členským církvím zaručoval samostatnost, avšak zároveň reprezentoval všechny německé protestanty. Roku 1933 vznikla pod vlivem národního socialismu říšská Německá evangelická církev mající prezentovat jednotu německých křesťanů, ale ne všechny církve v zemi se k ní připojily. Jako výraz odporu proti ní se navíc ustavila Vyznávající církev (v originále Bekennende Kirche), jejímž základem označovaným „Barmenské teze“ přijaly zakládající sbory na dne 31. května 1934 a tyto dokumenty dosud tvoří jeden ze základních vyznavačských spisů celé EKD.
Po druhé světové válce na Barmenské teze navázala roku 1945 nově ustavená Evangelická církev v Německu, která 13. srpna 1948 přijala svou ústavu. I přes rozdělení Německa udržovala EKD jednotu v obou zemích, i když ve Východním Německu (NDR) existoval Svaz evangelických církví v NDR, jenž se ovšem roku 1990 opětovně začlenil do původní EKD.